# 南さつま市立笠沙中学校
南さつま市立笠沙中学校（みなみさつましりつかささちゅうがっこう）は、鹿児島県南さつま市笠沙町片浦にあった市立の中学校である。

## 概要
南さつま市の南西部にある中学校である。現在の笠沙中学校は1983年（昭和58年）に、笠沙町立玉林中学校、赤生木中学校、旧・笠沙中学校を統合し笠沙町立笠沙中学校として新設されたものであり、玉林中学校跡地に開校した。平成21年度現在の生徒数は56名で、各学年1学級であった。
2012年度を以て大浦中学校と統合し、大浦中学校跡地に南さつま市立大笠中学校が設置されたのに伴い閉校した。これにより市町村合併前の2005年時点の笠沙町の区域に中学校が存在しないこととなった。

## 沿革
- 1983年（昭和58年） - 笠沙町立玉林中学校、笠沙町立赤生木中学校、笠沙町立笠沙中学校を統合し、笠沙町立笠沙中学校として新設[2]。
- 2005年（平成17年） - 1市4町による新設合併により笠沙町は南さつま市の一部となり、笠沙中学校は南さつま市立笠沙中学校に改称。
- 2013年（平成25年）
  - 3月24日 - 閉校式が行われる[3]。
  - 3月31日 - 南さつま市立大浦中学校と統合し、南さつま市立大笠中学校（大浦中学校跡に設置）が新設されるのに伴い閉校。

## 通学区域
- 玉林小学校校区の全域
- 赤生木小学校校区の全域
- 笠沙小学校校区の全域